# Yamaguchi
A Prefeitura de Yamaguchi (山口県, Yamaguchi-ken) é uma prefeitura do Japão na região Chūgoku, na principal ilha do arquipélago japonês, Honshu. A capital é a cidade de Yamaguchi, no centro da prefeitura. Entretanto, a maior cidade é Shimonoseki.

## História

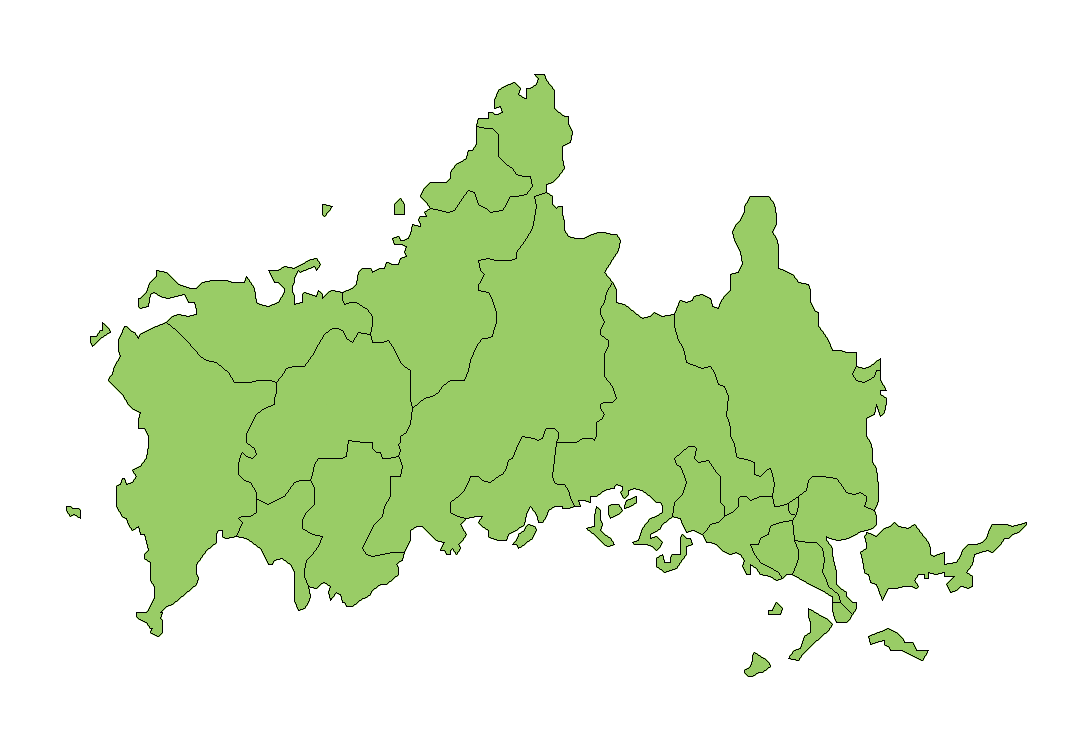
Mapa da prefeitura de Yamaguchi

A prefeitura de Yamaguchi foi criada pela fusão das províncias de Suō e Nagato. Durante a ascensão da classe samurai no período Heian e período Kamakura (794-1333), a família Ouchi, da província de Suō, e a família Koto, da província de Nagato, ganharam influência como poderosos clãs guerreiros. No período Muromachi (1336-1573), Ouchi Hiroyo, o 24º líder da família Ouchi conquistou ambas regiões da prefeitura de Yamaguchi. O clã Ouchi imitou o planejamento da cidade de Kyoto. Eles obtiveram uma grande riqueza através das importações culturais do continente e do comércio com a Coreia e a China da dinastia Ming. Como resultado, Yamaguchi passou a ser conhecida como a "Kyoto do Oeste", e a cultura Ouchi floresceu. Sue Harutaka derrotou o 31º líder do clã Ouchi. O clã Sue foi então derrotado por Mōri Motonari, e o Clã Mōri ganhou controle da região de Chugoku. Yamaguchi foi dominada como parte do domínio do Clã Mōri durante o período Sengoku. Mōri Terumoto foi então derrotado por Tokugawa Ieyasu na batalha de Sekigahara em 1600. Ele foi forçado a abandonar toda a sua terra exceto as regiões de Suo e Nagato (atualmente a prefeitura de Yamaguchi), onde ele construiu seu castelo em Hagi. Mori buscou fortalecer a base econômica da região e aumentar a produção local com sua campanha dos "Três Brancos" (sal, arroz e papel).
Após a abertura do Japão pelo Comodoro Matthew Perry, clãs de Nagato (também chamado de Domínio Choshu) exerceram um papel fundamental na queda do Xogunato Tokugawa e o estabelecimento de um novo governo imperial. Quatro anos após de o Xogunato Edo ser derrubado pelo governo Meiji formado em 1868, a atual prefeitura de Yamaguchi foi fundada. O governo Meiji realizou muitas políticas modernas e sistemas novos, além de promover a introdução da indústria moderna, embora a prefeitura ainda estivesse voltada para a agricultura durante este período. No Período Taishō, de 1912 a 1926, fábricas de construção naval, química, maquinário e metalurgia foram construídas nos portos de Yamaguchi na região do Mar Interior de Seto. Durante o período Showa pós-Segunda Guerra, Yamaguchi desenvolveu-se em uma das mais industrializadas prefeituras do país, devido ao estabelecimento de complexos petroquímicos.

## Geografia

### Cidades
Em negrito, a capital da prefeitura e em itálico, a maior cidade.
- Hagi
- Hikari
- Hofu
- Iwakuni
- Kudamatsu
- Mine
- Nagato
- Sanyo-Onoda
- Shimonoseki
- Shunan
- Ube
- Yamaguchi
- Yanai

### Distritos
- Distrito de Abu
- Distrito de Kuga
- Distrito de Kumage
- Distrito de Oshima

## Economia
Com o propósito da análise do desenvolvimento, considera-se que Yamaguchi seja parte do Norte de Kyushu. Embora Yamaguchi não seja parte da ilha de Kyushu, ela tornou-se um satélite funcional da região metropolitana do Estreito de Kanmon.

## Turismo
O lugar mais popular para o turismo é Shimonoseki. Uma das maiores atrações é a famosa Ponte Kintai, na cidade de Iwakuni. Essa estrutura de madeira é considera um símbolo da Honshu Ocidental. A região dos bancos do rio Nishiki próxima à ponte é considerada um dos melhores lugares do Japão para fazer o hanami, quando grupos de famílias e amigos reúnem-se no começo de abril para observar as cerejeiras florescerem. O Parque Nacional de Akiyoshidai, onde localiza-se a mais longa caverna do Japão, Akiyoshido (秋芳洞), é outro destino popular.

### Festivais e eventos famosos
- Kintaikyo Matsuri em Iwakuni - ocorre em 29 de abril
- Festival do Rio Nishiki em Iwakuni - ocorre em agosto
- Iwakuni Matsuri em agosto
- Festival da lanterna de Yanai em agosto
- Festival Gion de Yamaguchi de 20 a 27 de julho
- Festival Tanabata de Yamaguchi em 6 e 7 de agosto
- Festival da Era Hagi em abril
- Festival Hagi em 2 a 3 de agosto
- Festival do Estreito Shimonoseki em 2 a 4 de maio
- Festival do Hanabi de Shimonoseki em agosto

## Símbolos da prefeitura
- Árvore: Pinus densiflora
- Flor: Flor do amanatsu  (Citrus natsudaidai)
- Pássaro: Grus monacha
- Peixe: Tetraodontidae
- Animal:Cervus nippon

## Pessoas famosas de Yamaguchi
- Kido Takayoshi um dos dois principais arquitetos da Restauração Meiji
- Ex-Primeiro-Ministro Shinzo Abe representou Yamaguchi na Câmara dos Representantes do Japão
- Atsushi Tamura da dupla de comediantes London Boots Ichi-go Ni-go é de Shimonoseki, Yamaguchi.
- Teruzane Utada produtor musical, empresário e pai de Utada Hikaru
- Sayumi Michishige, um ídolo japonês que é membro da 6ª geração do grupo Morning Musume nasceu em Yamaguchi
- Raizō Tanaka, um almirante japonês durante a Segunda Guerra Mundial. Tanaka era o comandante da força de invasão de Midway e mais tarde tornou-se famoso por seus esforços em manter as forças japonesas de Guadalcanal abastecidas pelo "Expresso de Tóquio".
- Primeiro-Ministro Naoto Kan nasceu em Ube em 1946.[6]
- Karyu, guitarrista da banda D'espairsRay é de Yamaguchi. A banda teve um "retorno" ao vivo lá em 2007 e 2009.
- Harukichi Yamaguchi, fundador do Yamaguchi-gumi, nasceu perto de Kobe mas sua família inteira veio de Yamaguchi.
- Shintaro Abe, ex-Ministro de Assuntos Exteriores e Secretário geral da LDP.
- Itō Hirobumi, um samurai do domínio de Choshu, estadista japonês, quatro vezes Primeiro Ministro do Japão (o 1º, o 5º, o 7º e o 10º), genrō e General-Residente da Coreia.
- Yasunori Mitsuda, compositor